# Морцвіллер
Морцвілле́р (фр. Mortzwiller) — колишній муніципалітет у Франції, у регіоні Гранд-Ест, департамент Верхній Рейн. Населення — 328 осіб (2011).
Муніципалітет був розташований на відстані близько 370 км на схід від Парижа, 110 км на південний захід від Страсбура, 45 км на південний захід від Кольмара.

## Історія
До 2015 року муніципалітет перебував у складі регіону Ельзас. Від 1 січня 2016 року належав до нового об'єднаного регіону Гранд-Ест.
1 січня 2016 року Морцвіллер і Сопп-ле-О було об'єднано в новий муніципалітет Ле-О-Сульсбак.

## Демографія
Динаміка населення (INSEE ):
Розподіл населення за віком та статтю (2006):
| Стать | Всього | До 15 років | 15-24 | 25-44 | 45-64 | 65-85 | Понад 85 |
| --- | ------ | ----------- | ----- | ----- | ----- | ----- | -------- |
| Чоловіки | 145    | 26          | 11    | 38    | 54    | 16    | 0        |
| Жінки | 147    | 41          | 15    | 34    | 49    | 8     | 0        |
| \| Статево-вікова піраміда \| Статево-вікова піраміда \| Статево-вікова піраміда \| \| ----------------------- \| ----------------------- \| ----------------------- \| \| Чоловіки \| Вік \| Жінки \| \| 0 \| 85 + \| 0 \| \| 0 \| 80-84 \| 0 \| \| 4 \| 75-79 \| 4 \| \| 4 \| 70-74 \| 0 \| \| 8 \| 65-69 \| 4 \| \| 15 \| 60-64 \| 19 \| \| 8 \| 55-59 \| 4 \| \| 27 \| 50-54 \| 15 \| \| 4 \| 45-49 \| 11 \| \| 11 \| 40-44 \| 19 \| \| 23 \| 35-39 \| 0 \| \| 0 \| 30-34 \| 11 \| \| 4 \| 25-29 \| 4 \| \| 0 \| 20-24 \| 4 \| \| 11 \| 15-20 \| 11 \| \| 11 \| 10-14 \| 11 \| \| 4 \| 5-9 \| 19 \| \| 11 \| 0-4 \| 11 \| |        |             |       |       |       |       |          |
| Статево-вікова піраміда |        |             |       |       |       |       |          |
| Чоловіки | Вік    | Жінки       |       |       |       |       |          |
| 0 | 85 +   | 0           |       |       |       |       |          |
| 0 | 80-84  | 0           |       |       |       |       |          |
| 4 | 75-79  | 4           |       |       |       |       |          |
| 4 | 70-74  | 0           |       |       |       |       |          |
| 8 | 65-69  | 4           |       |       |       |       |          |
| 15 | 60-64  | 19          |       |       |       |       |          |
| 8 | 55-59  | 4           |       |       |       |       |          |
| 27 | 50-54  | 15          |       |       |       |       |          |
| 4 | 45-49  | 11          |       |       |       |       |          |
| 11 | 40-44  | 19          |       |       |       |       |          |
| 23 | 35-39  | 0           |       |       |       |       |          |
| 0 | 30-34  | 11          |       |       |       |       |          |
| 4 | 25-29  | 4           |       |       |       |       |          |
| 0 | 20-24  | 4           |       |       |       |       |          |
| 11 | 15-20  | 11          |       |       |       |       |          |
| 11 | 10-14  | 11          |       |       |       |       |          |
| 4 | 5-9    | 19          |       |       |       |       |          |
| 11 | 0-4    | 11          |       |       |       |       |          |

## Економіка
2010 року серед 231 особи працездатного віку (15—64 років) 168 були активними, 63 — неактивними (показник активності 72,7%, у 1999 році було 78,4%). З 168 активних мешканців працювало 159 осіб (80 чоловіків та 79 жінок), безробітними було 9 (5 чоловіків та 4 жінки). Серед 63 неактивних 28 осіб було учнями чи студентами, 21 — пенсіонерами, 14 були неактивними з інших причин.

У 2010 році в муніципалітеті числилось 123 оподатковані домогосподарства, у яких проживали 349,0 особи, медіана доходів виносила 23 329 євро на одного особоспоживача